# Aeroportul Internațional Berenice
Aeroportul Internațional Berenice (în arabă مطار برنيس الدولي) (IATA: EES, ICAO: HEBR) este un aeroport din Guvernoratul Al Bahr al Ahmar, Egipt. A fost deschis în 15 ianuarie 2020 și numit după Berenice Troglodytica⁠(d).
Situat la o altitudine de 44 m, aeroportul dispune de o singură pistă.